# Västreträsket, Västerbotten
Västreträsket är en sjö i Skellefteå kommun i Västerbotten och ingår i Skellefteälvens huvudavrinningsområde. Sjön har en area på 0,0593 kvadratkilometer och ligger 56,4 meter över havet.

## Delavrinningsområde
Västreträsket ingår i det delavrinningsområde (718839-173476) som SMHI kallar för Mynnar i Finnforsån. Medelhöjden är 113 meter över havet och ytan är 6,51 kvadratkilometer. Räknas de 3 avrinningsområdena uppströms in blir den ackumulerade arean 20,07 kvadratkilometer. Ängesbäcken som avvattnar avrinningsområdet har biflödesordning 3, vilket innebär att vattnet flödar genom totalt 3 vattendrag innan det når havet efter 26 kilometer. Avrinningsområdet består mestadels av skog (60 procent), öppen mark (11 procent) och jordbruk (25 procent). Avrinningsområdet har 0,05 kvadratkilometer vattenytor vilket ger det en sjöprocent på 0,7 procent.